# Galion de Manille

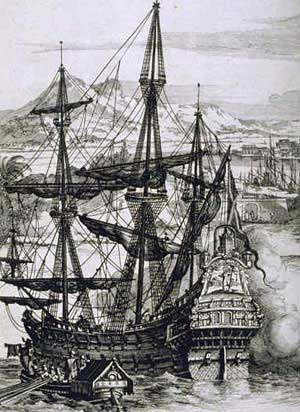
Gravure d'un galion espagnol, par Albrecht Dürer.

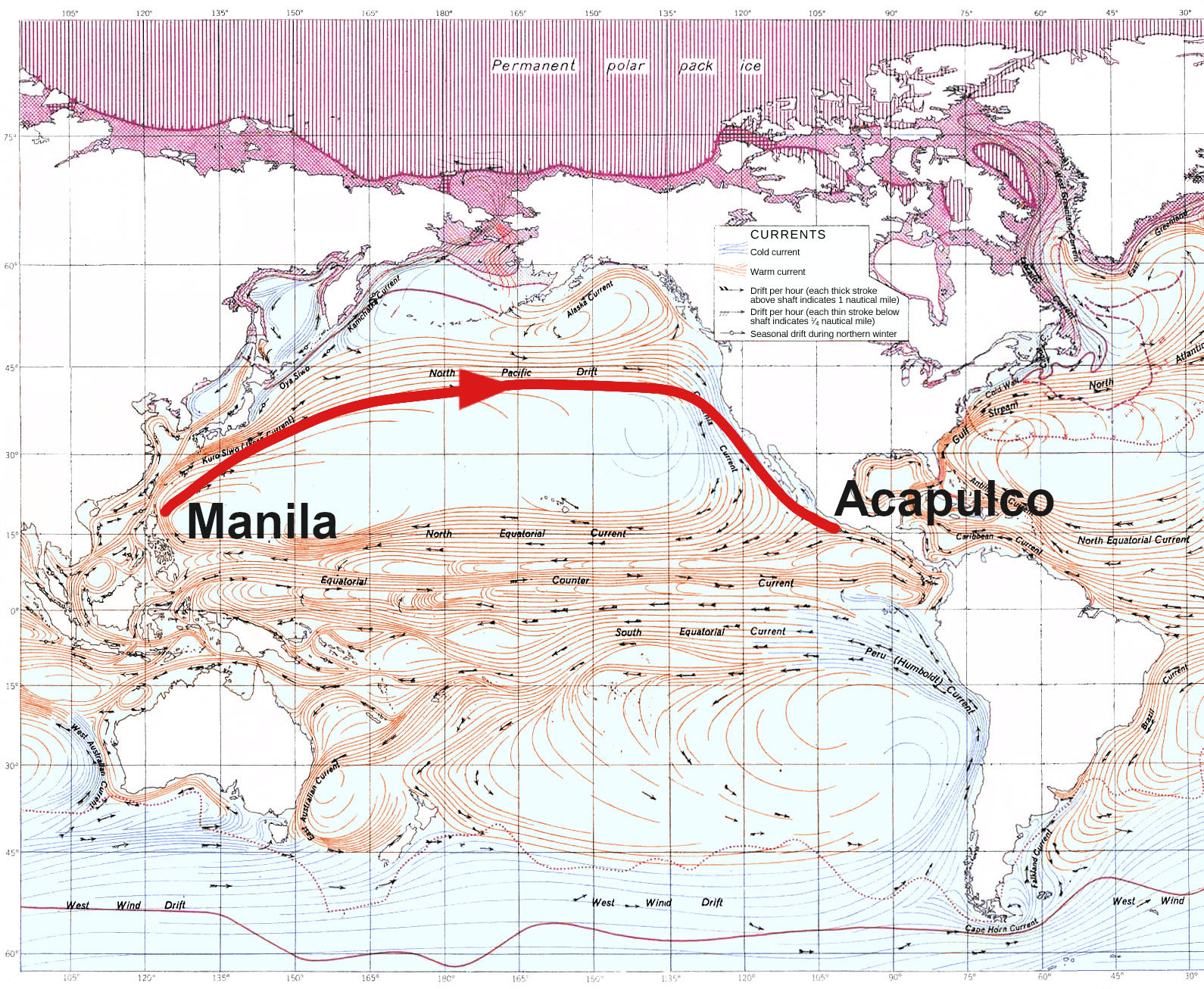
Manille-Acapulco.

Le galion de Manille, également appelé galion de Manille-Acapulco, galion de Chine ou galion d'Acapulco, était le nom donné aux navires espagnols qui traversaient une ou deux fois par an l'océan Pacifique entre Cavite (port de Manille), aux Philippines espagnoles, et Acapulco, principal port de la côte Pacifique de la Nouvelle-Espagne. Les marchandises asiatiques, débarquées à Acapulco, étaient ensuite transportées par voie de terre jusqu'à Veracruz, puis chargées par les galions de la flotte des Indes, qui les emmenaient en Espagne. Une bonne partie des marchandises du galion, des produits chinois, étaient vendues en Amérique. Le galion chargé d'argent suivait le trajet inverse, partant d'Acapulco et se dirigeant vers les îles Philippines, après avoir fait escale à Guam.
Le trafic commença pour la première fois en 1565, après la découverte d'une nouvelle route maritime par le cosmographe espagnol Andrés de Urdaneta, de retour d'un voyage d'exploration, qui fut le premier Européen à constater les effets du courant maritime Kuroshio. Le galion de Manille disparut en 1815, lorsque la guerre d'indépendance du Mexique mit un point final au commerce transitant par le Mexique.

## Histoire

### Les échecs précédant la découverte de la route de retour[3]
La difficulté pour les Espagnols résida dans la découverte du chemin du retour (le tornaviaje) des Philippines aux Amériques. Avant 1565, plusieurs expéditions ayant réussi à atteindre les Philippines par l'est échouèrent à revenir vers l'ouest faute de vent et de courant. En 1525, l’expédition de García Jofre de Loaisa souffre de nombreuses avaries (Loiasa meurt pendant la traversée du Pacifique) et un seul navire sur les sept partis de la Corogne atteint finalement les Moluques en lambeaux. Le 31 octobre 1527, une nouvelle expédition part de Nouvelle Espagne sous le commandement de Álvaro de Saavedra Cerón (cousin d'Hernan Cortés) pour arriver en février 1528 à Mindanao, puis en mars à Tidore où il trouve le capitaine de la forteresse espagnole, Hernando de la Torre et les survivants de l’expédition de Loaisa. Saavedra décide de repartir vers la Nouvelle Espagne le 14 juin 1528 avec 70 quintaux de clous de girofle. Confronté à l’hostilité des éléments, Saavedra rebrousse chemin puis repart à nouveau en mai 1529, mais le manque de vent empêche tout retour vers l’Amérique. Saavedra meurt pendant ce voyage et le nouveau capitaine fait demi-tour vers les Moluques. Les restes des expéditions de Loiasa et de Saavedra tombent aux mains des Portugais qui les amènent à Malacca, puis Goa et retourne finalement en Espagne en 1536. 
Entre 1542 et 1545, Ruy López de Villalobos se lance à la conquête des Philippines. Il passe par les îles Revillagigedo, les Marshall, les Carolines, débouche sur Sarangani, dans l'archipel des Philippines. Les Espagnols prennent possession des Philippines qu’ils explorent. Le voyage retour vers l’Amérique est un échec.

### Découverte de la route
La découverte de la route du galion de Manille fut le fait d'Andrés de Urdaneta. Faisant route vers les Philippines sous le commandement de Miguel López de Legazpi, il accomplit le premier en 1565 le voyage entre Cebu, dans les Philippines, et le Mexique. En essayant de rejoindre les navires de la flotte de Legazpi qui s'étaient éloignés, il fut entraîné vers le sud. Il supposa que les vents alizés du Pacifique devaient souffler dans le même sens que ceux de l'Atlantique. Raisonnant par analogie, il pensa qu'il lui suffisait de remonter suffisamment vers le nord, afin de trouver les vents et les courants qui le porteraient vers l'est et la côte américaine.
Urdaneta navigua donc en direction du nord jusqu'au 38e parallèle nord, puis il obliqua vers l'est. Son audace fut bien récompensée puisqu'il atteignit la côte américaine près du cap Mendocino, en Californie. Il suivit ensuite la côte américaine vers Acapulco. Ce voyage, véritable succès d'un point de vue scientifique, fut néanmoins un véritable calvaire pour l'équipage, qui n'était pas préparé pour un voyage si long, et dont les hommes moururent pour la plupart.
On comprit, au XVIIIe siècle, qu'il n'était pas utile de remonter tant vers le nord, et qu'une route plus méridionale était suffisante. Mais les capitaines du galion de Manille préféraient s'éloigner des côtes dangereuses de Californie. Les premières expéditions menées par les autorités espagnoles en haute-Californie eurent d'ailleurs pour premier objectif la découverte de lieux d'escale pour le galion de Manille. La ville de Monterey connut d'ailleurs une grande prospérité grâce au trafic du galion de Manille.

### Le développement du galion de Manille

Mare clausum ibérique (1479-1790).

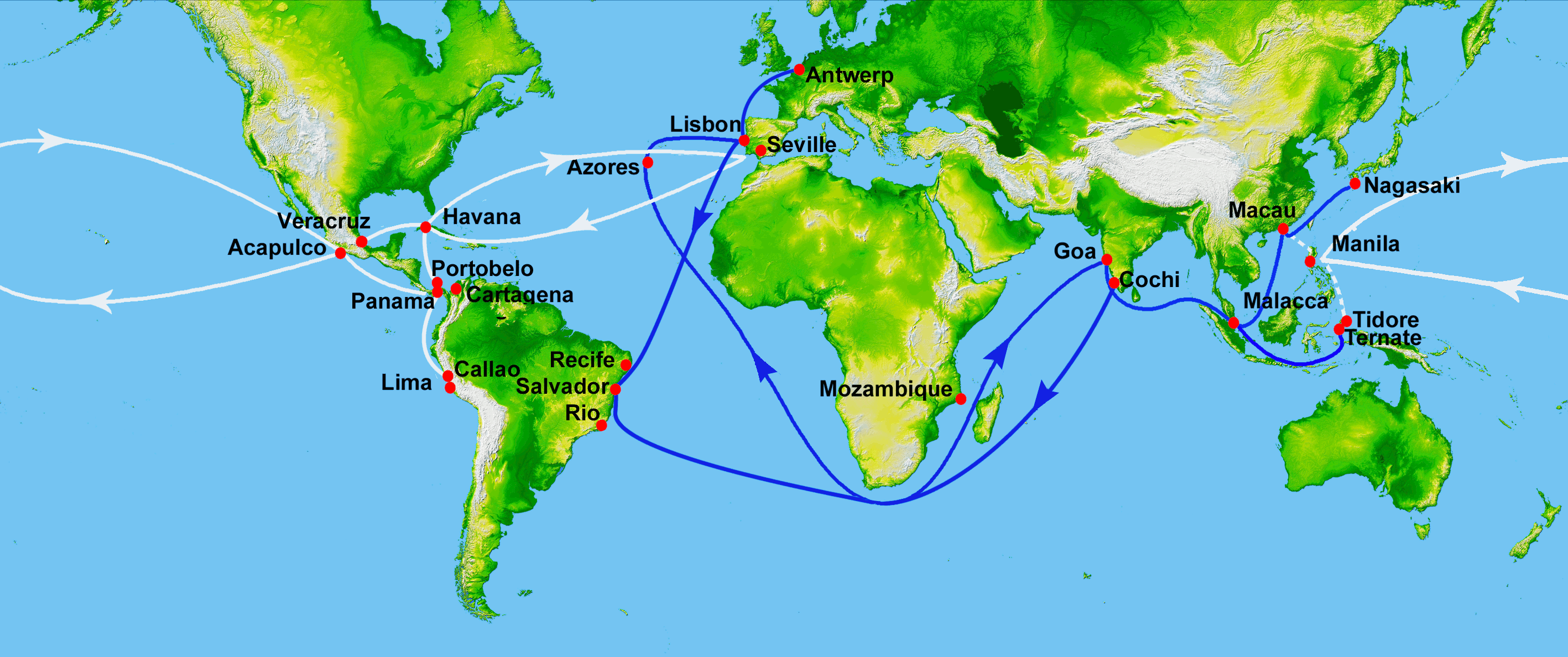
Routes commerciales de l'Empire portugais (en bleu) et celles de l'Empire espagnol avec le galion de Manille (en blanc).

L'accès aux richesses de l'Asie était à l'origine de l'exploration espagnole dans le Pacifique. Aux Philippines les Espagnols rencontrèrent des marchands chinois intéressés au plus haut point par l'argent américain, car la monnaie en Chine était constituée de ce métal qui se raréfiait. Les échanges se transformèrent en un commerce continu et des colons espagnols s'installèrent aux Indes orientales espagnoles, en particulier aux Philippines. Jusqu'en 1593, trois navires ou plus quittaient les Philippines chaque année pour rallier Acapulco sur la côte mexicaine. Ce commerce devint si lucratif que les marchands de Séville présentèrent une requête à Philippe II, afin qu'il limite le nombre de navires à deux seulement par année. Au total 110 galions prirent la mer entre 1565 et 1815. 
Le voyage prenait quatre mois pour traverser l'océan Pacifique entre Manille et Acapulco. Mais les galions restaient le seul lien possible entre les Philippines et la vice-royauté de Nouvelle-Espagne et, au-delà, avec l'Espagne. Une fois transportées jusqu'à Acapulco par le galion de Manille, les marchandises traversaient la Nouvelle-Espagne jusqu'au port de Veracruz, dans le golfe du Mexique, où elles étaient chargées sur les galions de la flotte des Indes, qui faisaient route une fois par an vers les ports de Séville ou de Cadix en Espagne. La route de l'ouest était empruntée exclusivement par les navires portugais, en accord avec le traité de Tordesillas, et Philippe II l'avait interdite aux navires espagnols, réservant le commerce asiatique au galion de Manille.
Quelques tentatives existèrent pour traverser le continent américain au niveau de l'isthme de Panama, mais la densité de la forêt et les maladies rendirent le projet impossible.
En raison de la limitation du nombre annuel de galions, il devint nécessaire de les construire les plus grands possibles, ce qui fit de ces navires parmi les plus grands construits à l'époque. Au XVIe siècle, leur taille formidable était d'environ 1 700 tonneaux. Ils étaient construits en bois des Philippines et pouvaient emporter plus d'un millier de passagers. La Concepción, qui fit naufrage en 1638 était long de 43 à 49 mètres et chargeait 2 000 tonneaux ; le Santísima Trinidad mesurait 51 mètres de longueur. Les galions furent pour la plupart construits aux Philippines, et seulement huit en Nouvelle-Espagne.
Les galions de Manille transportaient vers l'Europe les trésors d'Asie, réalisant ainsi le vieux rêve de Christophe Colomb : épices (clou de girofle et cannelle), porcelaine, ivoire, laque et tissus (taffetas, soie, velours, satin). Ces produits venaient de la côte Pacifique de l'Asie, en particulier de Chine et du Japon.

### Disparition du galion de Manille
En 1815 commença la guerre pour l'indépendance du Mexique, qui fut obtenue en 1821. L'Espagne prit alors le contrôle direct des Philippines et les navires espagnols évitèrent désormais d'emprunter la route occidentale. Le développement des bateaux à vapeur et l'ouverture du canal de Suez mirent la colonie philippine à seulement quarante jours de la métropole.

## Exemples de navire
Le San Agustin est envoyé à partir des Philippines pour arpenter la côte et déterminer ce que sont devenus l'Oregon et la Californie, et ensuite terminer le voyage à Acapulco, au Mexique. Transportant 130 tonnes de cargaison, le navire se déplace avec un poids d'environ 200 tonnes. Sebastião Rodrigues Soromenho a été nommé capitaine pour le voyage du San Agustin en raison de ses compétences professionnelles en tant que navigateur.